# مک‌گراث (مینه‌سوتا)
مک‌گراث، مینه‌سوتا (به انگلیسی: McGrath, Minnesota) یک شهر در ایالات متحده آمریکا است که در شهرستان ایتکین، مینه‌سوتا واقع شده‌است.

## خصوصیات
مک‌گراث ۰٫۹۳ کیلومترمربع مساحت و ۸۰ نفر جمعیت دارد و ۳۸۱ متر بالاتر از سطح دریا واقع شده‌است.